# Алекс Осборн
Алекс Осборн (англ. Alex Faickney Osborn24 травня 1888 — 5 травня 1966) — відомий американський діяч в галузі реклами, автор креативної техніки, що отримала назву мозковий штурм.

## Раннє життя
Осборн народився в Бронксі (район Нью-Йорк) і провів своє дитинство у Нью-Йорку, відвідував Morris High School, де активно цікавився футболом та був членом братства Omega Gamma Delta. Він був випускником коледжу Гамільтон, де він працював у шкільній газеті.
Після закінчення коледжу, Алекс Осборн спробував себе у журналістиці в Буффало, штат Нью-Йорк. Він працював у Buffalo Times та Buffalo Express, хоча з останнього був звільнений через нестачу професійних здібностей.
Після цього Осборн працював в багатьох місцях: статист у фрезерувальній компанії, публікації в «The Buffalo Chamber of Commerce» та продавець у «The Hard Manufacturing Company».
Пізніше він приєднався до агенції Е. Ремінгтона в Буффало, де його було призначено новим менеджером. Працюючи в агенції, Осборн викладав у багатьох місцях, включаючи лекції з психології для Ford Motor Company та лекції з реклами для YMCA.

## ЗаснуванняBBDO
У 1919 році Осборн разом з Брюсом Бартаном та Роєм Дурстіном заснували рекламне агентство BDO (Barton, Durstine & Osborn). Осборн виступив як керівник філії в Буффало. Він значною мірою відповідав за злиття BDO з компанією Джорджа Баттена, щоб створити BBDO (Batten, Barton, Durstine & Osborn).
Після декількох років успіху і переживши Велику Депресію, в BBDO відбулася криза в 1938 році, що спричинило втрати багатьох клієнтів та ключових співробітників. У 1939 році після відставки Дурстіна Осборн став виконавчим віце-президентом BBDO. Саме Осборн залучив багатьох співробітників, що пізніше навіть очолювали цю компанію.

## Історія створення технологіїмозковий штурм
Друга світова війна. У відкритому морі — караван вантажних суден. Приходить радіотелеграма: бережіться, неподалік від вас німецький підводний човен. Це означає, що будь-якої миті над хвилями може з'явитися перископ субмарини, а там і торпеда, здіймаючи бризки, помчить до судна.
І тоді капітан одного з кораблів, американець Алекс Осборн, пригадав прийом, до якого у скрутних ситуаціях вдавалися пірати Середньовіччя. Так от, коли під час плавання команда потрапляла в скруту, на палубі збирались усі, щоб почергово запропонувати спосіб розв'язання проблеми. Починав юнга, а закінчував капітан: перед лицем небезпеки капітан і простий матрос були рівні.
Чому б відомий з історії прийом не застосувати? Капітан вишикував на палубі команду й наказав усім, починаючи з юнги, чітко й голосно відповісти на одне-єдине запитання: як урятуватись у разі торпедної атаки? І додав: кажіть геть усе, що спаде на думку! Що тут почалося! Кухар, наприклад, запропонував усією командою дмухнути на торпеду: можливо, це зіб'є її з курсу…
Морякам поталанило: підводний човен ними не зацікавився. Але пізніше, уже по завершенні війни, колишній капітан Осборн, проаналізувавши ситуацію, дійшов висновку: абсурдна, на перший погляд, пропозиція кухаря таки містить раціональне зерно! Звісно, дмухати на торпеду наївно. Зате струменем корабельної помпи, яка є на кожному судні, рух торпеди цілком можна загальмувати, а то й збити її з курсу… Запатентований Осборном винахід полягав ось у чому: у борт корабля вмонтовується невеликий додатковий гвинт, який жене вздовж борта струмінь води. Це помітно знижує вразливість судна — торпеди ковзатимуть уздовж його борта…
А чому б спосіб пошуку нових ідей через аналіз усіх, нехай і безглуздих, пропозицій, не застосувати в мирному житті? У 1953 році колишній капітан Алекс Осборн видав книжку «Керована уява», з якої й розпочалася популяризація в Америці, а пізніше й у інших країнах методу мозкового штурму.

## Творча діяльність як теоретик
Осборн спробував себе як автора, і опублікував кілька книг з творчого мислення. У 1942 році було опубліковано англ. How to Think, в якому Осборн представив техніку мозкового штурму, який був використаний в англ. BBDO. Зрештою, кар'єра письменника стала для Осборна важливішою за рекламу, і в 1960 році, після більш ніж сорока років роботи, він пішов з ради директорів англ. BBDO.
У 1954 році Осборн створив фонд Творчої освіти, яка фінансувалася на гроші, отримані з його книг. Поряд з Sidney Parnes, Осборн розробив «Осборн-Парнес Творчий процес вирішення проблем» (як правило, називають CPS).